# 大武事業區台灣穗花杉自然保留區
大武事業區台灣穗花杉自然保留區位於臺灣臺東縣達仁鄉，是為保護台灣穗花杉而設立的自然保留區，已完成列冊保護者有1,300多株。此區最初為林務局於1973年進行林相變更與材積調查時發現有台灣穗花杉，因此在1980年設立「台灣穗花杉自然保護區」，後於1986年依據《文化資產保存法》公告為自然保留區。本區位於中央山脈南段大漢山東南面山坡的大武溪上游，鄰近臺東縣與屏東縣交界處，海拔介於900–1,500公尺間，面積86.4公頃。
本地區林木除台灣穗花杉為裸子植物外，其餘皆為被子植物闊葉樹林。區域內已記錄有19種哺乳類、60種鳥類、4種兩生類、12種爬蟲類以及96種蝴蝶。劃設範圍西北緊臨浸水營野生動物重要棲息環境，為林務局主管的另一處自然保護區域，有浸水營古道經過。